# 정순애
정순애(鄭順愛, 1955년 12월 3일 ~ )는 대한민국 광주광역시의회 의원이다.

## 학력
- 광주여자상업고등학교
- 동강대학교 사회체육학과
- 호남대학교 신문방송학 학사
- 호남대학교 대학원 관광학 석사과정 수료

## 경력
- 민주당 광주광역시당 부위원장
- 국민생활체육광주광역시서구배구연합회 회장
- 2014년 7월 1일 ~ 2018년 3월 28일 : 제7대 광주광역시 서구의회 의원
- 2018년 7월 1일 ~ 2022년 6월 30일 : 제8대 광주광역시의회 의원

## 역대 선거 결과
|  | 9.88% |

|  | 74.90% |

|  | 62.51% |